# Josef Johann Beyer

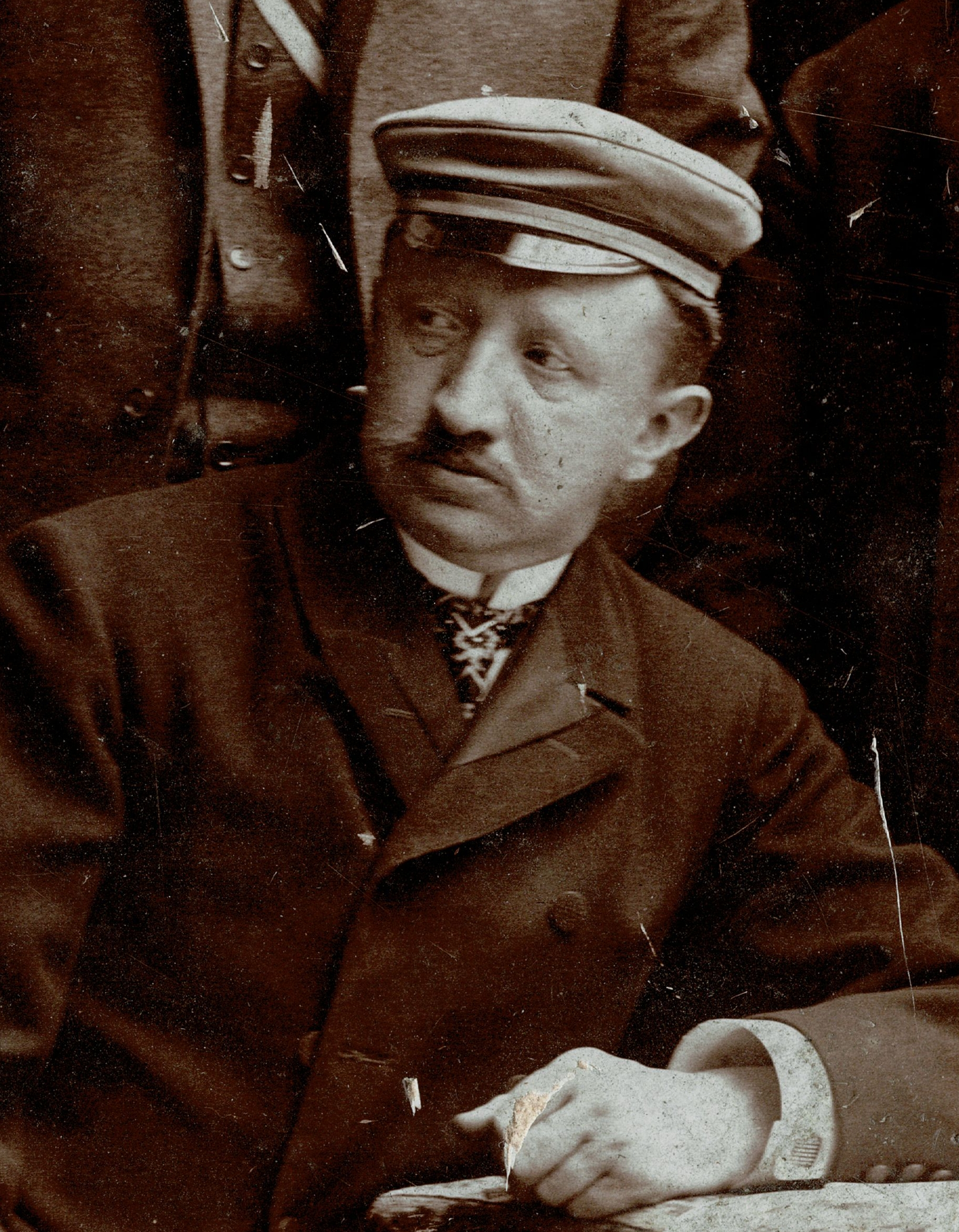
Josef Johann Beyer (1902)

Josef Johann Beyer (* 11. Oktober 1861 in Wien; † 14. Dezember 1933 ebenda) war ein österreichischer Maler und Grafiker.

## Leben
Josef Johann Beyer studierte zu Beginn an der Technischen Hochschule in Wien. 1882–1891 studierte er Malerei an der Akademie der bildenden Künste Wien. 1882 wurde er im Corps Alemannia Wien recipiert. Ab 1886 war er an der Spezialschule bei August Eisenmenger. Im Anschluss übernahm er eine Lehrtätigkeit an einem Wiener Gymnasium. 1900 war er erstmals im Hagenbund vertreten. Von 1901 bis 1930 war Beyer Mitglied im Hagenbund. Es entstanden unter anderen die Lithografien Bisamberg und Gewitterlandschaft für das Österreichische Wandtafelwerk (Druck Österreichische Staatsdruckerei, Wien).

## Sammlungen

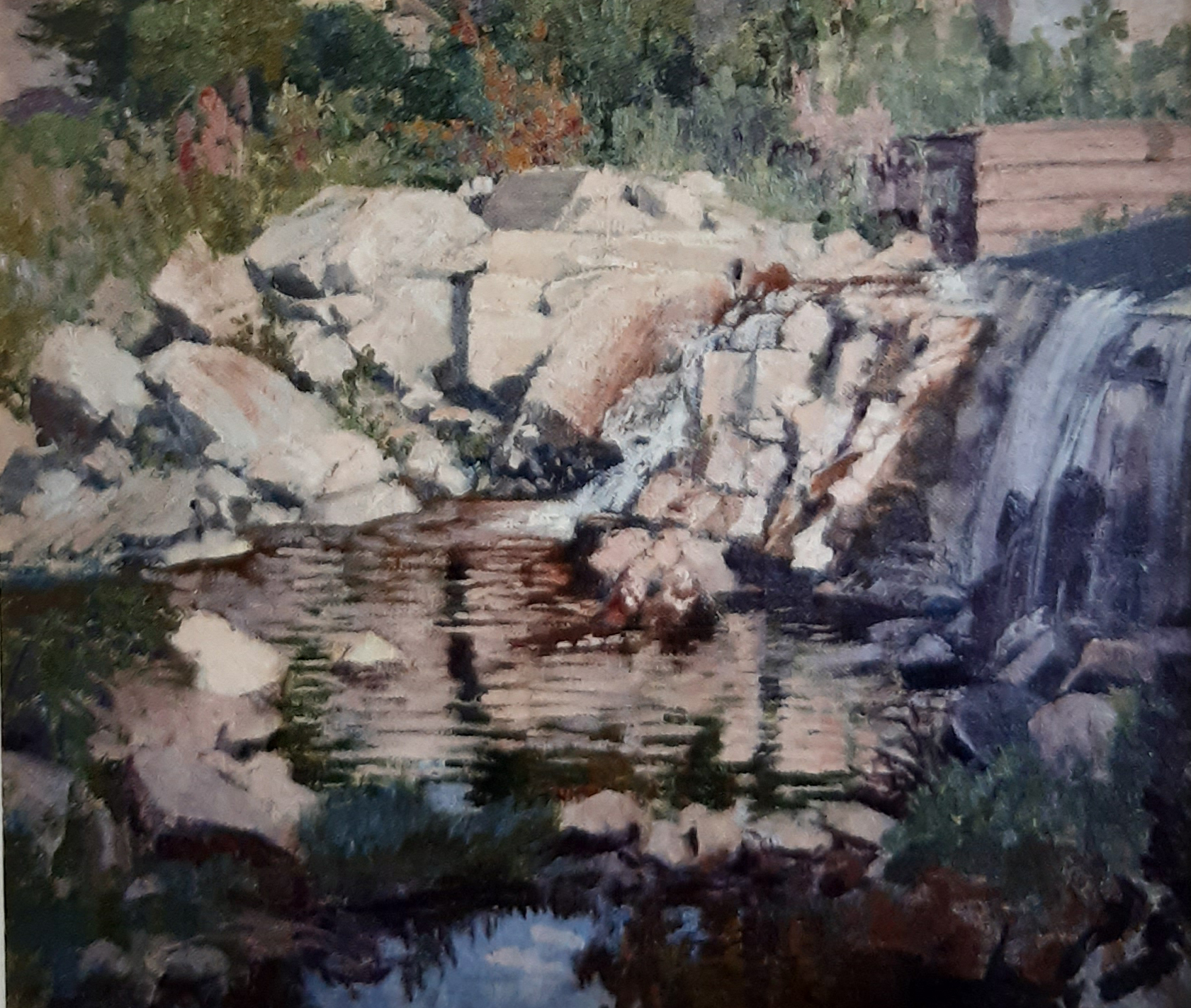
Bewegtes Wasser (1902)

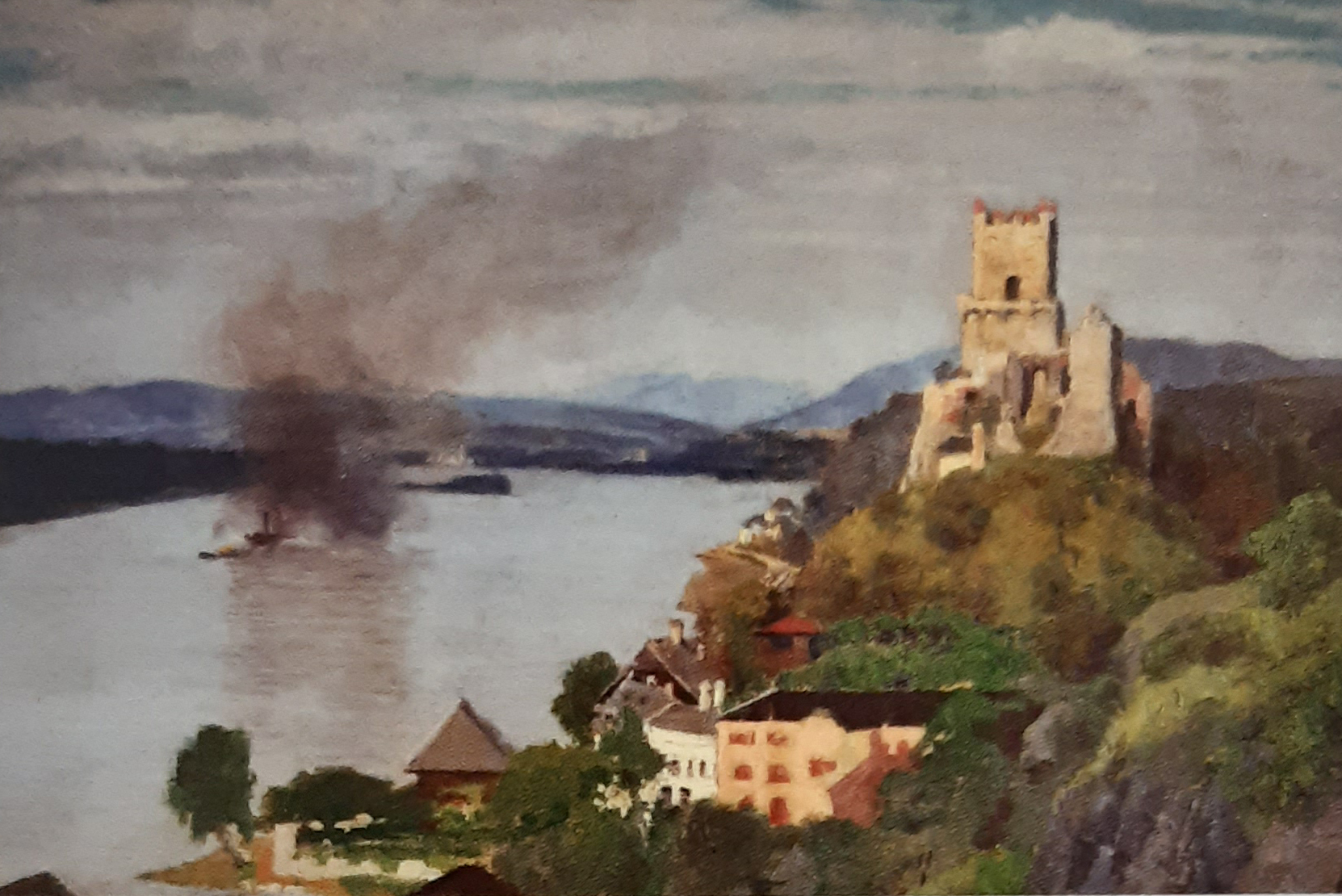
Brennender Raddampfer auf der Donau (um 1910)

Über Sammlungen von Bildern Beyers verfügen die Albertina (Wien), das Bundesministerium für Bildung, Wissenschaft und Forschung, das Kulturamt der Stadt Wien und das Wien Museum.

## Ehrungen
- 1885 Lampi-Preis
- 1886 Königswinter-Stipendium